# John Edward Williams
John Edward Williams, född 29 augusti 1922 i Clarksville, Texas, död 3 mars 1994 i Fayetteville, Arkansas, var en amerikansk författare, redaktör och universitetslärare. Hans romankonst återupptäcktes på 2000-talet och betraktades som en bortglömd litterär sensation. Han delade på National Book Award 1973 för sin historiska roman "Augustus", men det var framför allt romanen "Stoner", om universitetsläraren William Stoner, som gjorde sensation när den återgavs 2006 i serien New York Review Books Classics och senare översattes till flera språk. Boken kom på svenska 2015 i översättning av Rose-Marie Nielsen och i sin recension i Sydsvenskan skrev Olof Åkerlund "Stoners liv är kort sagt ett ganska vanligt liv, men skildrat med ett allvar som drabbar. Det handlar om att uthärda och om att förstå vilka förväntningar som är rimliga på en till många delar okontrollerbar och förvirrande stund på jorden".

### Romaner
- 1948 – Nothing But the Night
- 1960 – Butcher's Crossing
- 1965 – Stoner
- 1972 – Augustus

### Poesi
- 1949 – The Broken Landscape: Poems
- 1965 – The Necessary Lie